# Melomys obiensis
Melomys obiensis es una especie de roedor de la familia Muridae.

## Distribución geográfica
Se encuentra en Indonesia.